# Вараська сільська рада
Ва́раська сільська рада (ест. Vara külanõukogu, рос. Вараский сельский совет) — сільська рада в Естонській РСР та Естонській Республіці, адміністративно-територіальна одиниця в складі повіту Тартумаа (1945—1950, 1990—1991), Калластеського району (1950—1959) та Тартуського району (1959—1990).

## Географічні дані
Сільська рада розташовувалася в північно-східній частині Тартуського району.
У 1976 році площа сільради складала 202 км2, у 1977 році — 297 км2.
Населення за роками

## Населені пункти
Адміністративний центр — село Матьяма, що розташовувалося на відстані 31 км на південний захід від міста Калласте та 21 км на північний схід від міста Тарту.
Сільській раді до 1960 року підпорядковувалися села:
Ідлазе (Ійдлазе) (Idlase (Iidlase), Соокалдузе (Sookalduse), Кусма (Kusma), Кересааре (Keresaare), Порі (Pori), Куллі (Kulli), Алайие (Alajõe), Удріке (Udrike), Гунділуга (Hundiluha), Матьямаа (Matjamaa), Унді (Undi), Сіпелґа (Sipelga), Теелягтме (Teelähtme), Каарлі (Kaarli), Вара (Vara), Пілпа (Pilpa), Куусіку (Kuusiku), Етте (Ätte), Кіріку (Kiriku), Вагеміку (Vahemiku), Папіару (Papiaru), Савікоя (Savikoja).
Станом на 1989 рік до складу Вараської сільради входили села:
Алайие (Alajõe), Карґая (Kargaja), Кауда (Kauda), Керессааре (Keressaare), Кооза (Koosa), Коозалаане (Koosalaane), Кусма (Kusma), Куусіку (Kuusiku), Матьяма (Matjama), Меома (Meoma), Метсаківі (Metsakivi), Мустаметса (Mustametsa), Папіару (Papiaru), Пілпакюла (Pilpaküla), Прааґа (Praaga), Пидра (Põdra), Пилдмаа (Põldmaa), Пирґу (Põrgu), Регеметса (Rehemetsa), Селґізе (Selgise), Соокалдузе (Sookalduse), Сярґла (Särgla), Тягемаа (Tähemaa), Унді (Undi), Ванауссайа (Vanaussaia), Вара (Vara), Вялґі (Välgi), Етте (Ätte).

## Землекористування
1954 року в межах території сільради землями користувалися колгоспи «Шляхом до Комунізму» («Teel Kommunismile») та «Перелом» («Murrang»).

## Історія

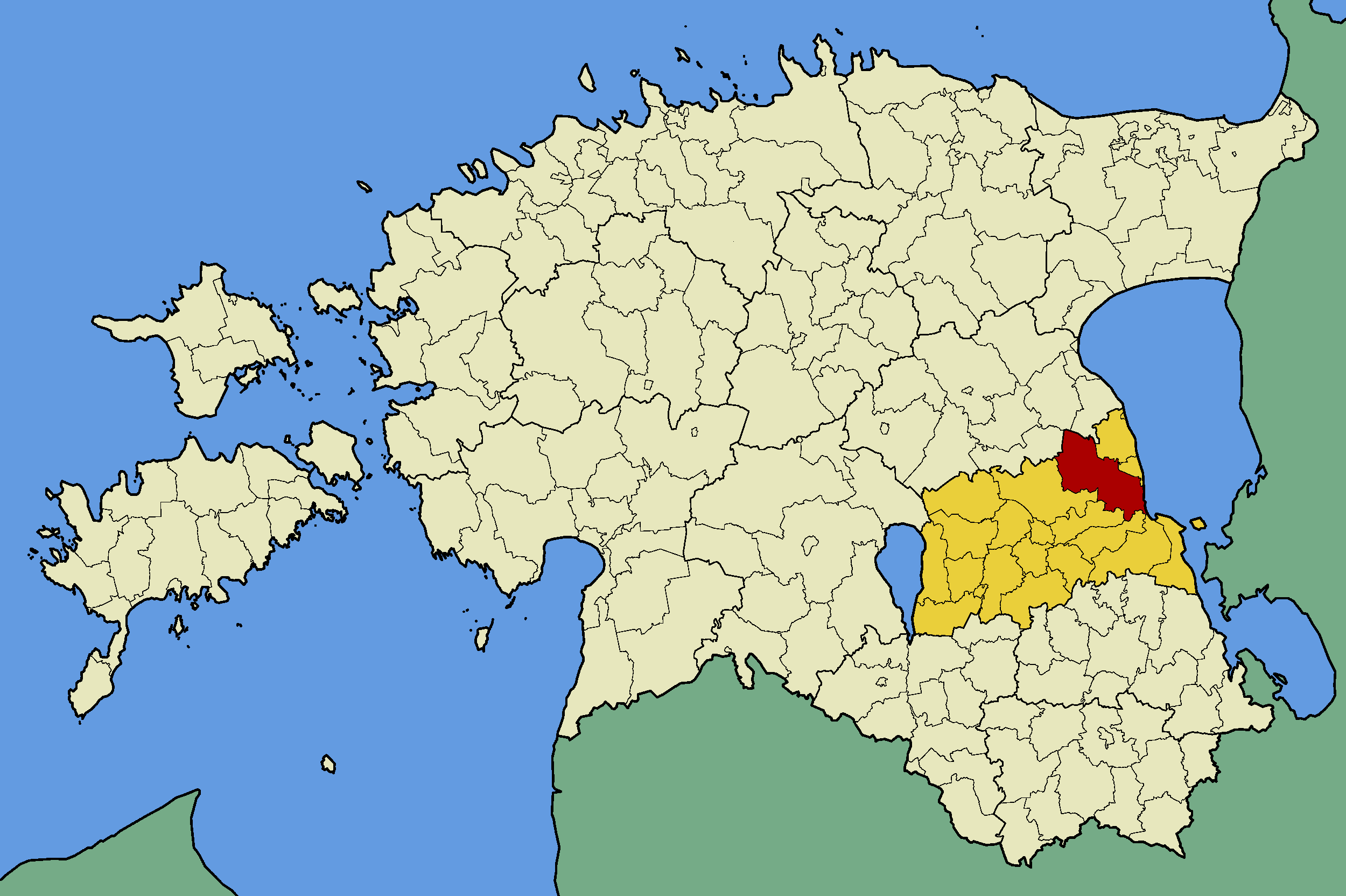
Волость Вара після 1991 року

13 вересня 1945 року на території волості Вара в Тартуському повіті утворена Вараська сільська рада з центром у селі Матьяма. Головою сільської ради обраний Йоганнес Кютт (Johannes Kütt), секретарем — Вайке Яометс (Vaike Jaomets).
26 вересня 1950 року, після ліквідації в Естонській РСР повітового та волосного поділу, сільська рада ввійшла до складу новоутвореного Калластеського сільського району.
24 січня 1959 року сільрада приєднана до Тартуського району після скасування Калластеського району.
3 вересня 1960 року територія Вараської сільради збільшилася на півночі внаслідок приєднання земель ліквідованої Вялґіської сільської ради. 27 липня 1972 року сільраді передані 260 га земель Еттіського відділення Вараського радгоспу від Тартуської сільської ради. Значні територіальні та демографічні зміни відбулися 27 грудня 1976 року, коли до сільради приєднали всі землі ліквідованої Коозаської сільської ради.
11 липня 1991 року Вараська сільська рада перетворена у волость Вара з отриманням статусу самоврядування.